# Lohmar
Lohmar ist eine rechtsrheinische Stadt im Rhein-Sieg-Kreis im südlichen Teil des Bergischen Landes am Sieg-Nebenfluss Agger. Ursprünglich stammt der Name anscheinend von fränkischen Siedlern; in ihrer Sprache steht Loh für Wald und Mar für ein stehendes Gewässer bzw. einen Sumpf.

## Geographie

### Nachbargemeinden
Die Stadt Lohmar grenzt an folgende Städte und Gemeinden: Overath, Rösrath (beide Rheinisch-Bergischer Kreis), Neunkirchen-Seelscheid, Siegburg, Troisdorf (alle Rhein-Sieg-Kreis).

### Stadtgliederung
Die heutige Stadt Lohmar wurde durch die Gebietsreform 1969 aus den bis dahin selbständigen Gemeinden Lohmar, Breidt, Halberg, Inger und Scheiderhöhe des Amtes Lohmar sowie der amtsfreien Gemeinde Wahlscheid gebildet. Das Lohmarer Stadtgebiet ist gegliedert in 30 Stadtteile mit etwa 108 dazugehörenden Weilern und Höfen.

### Stadtteile

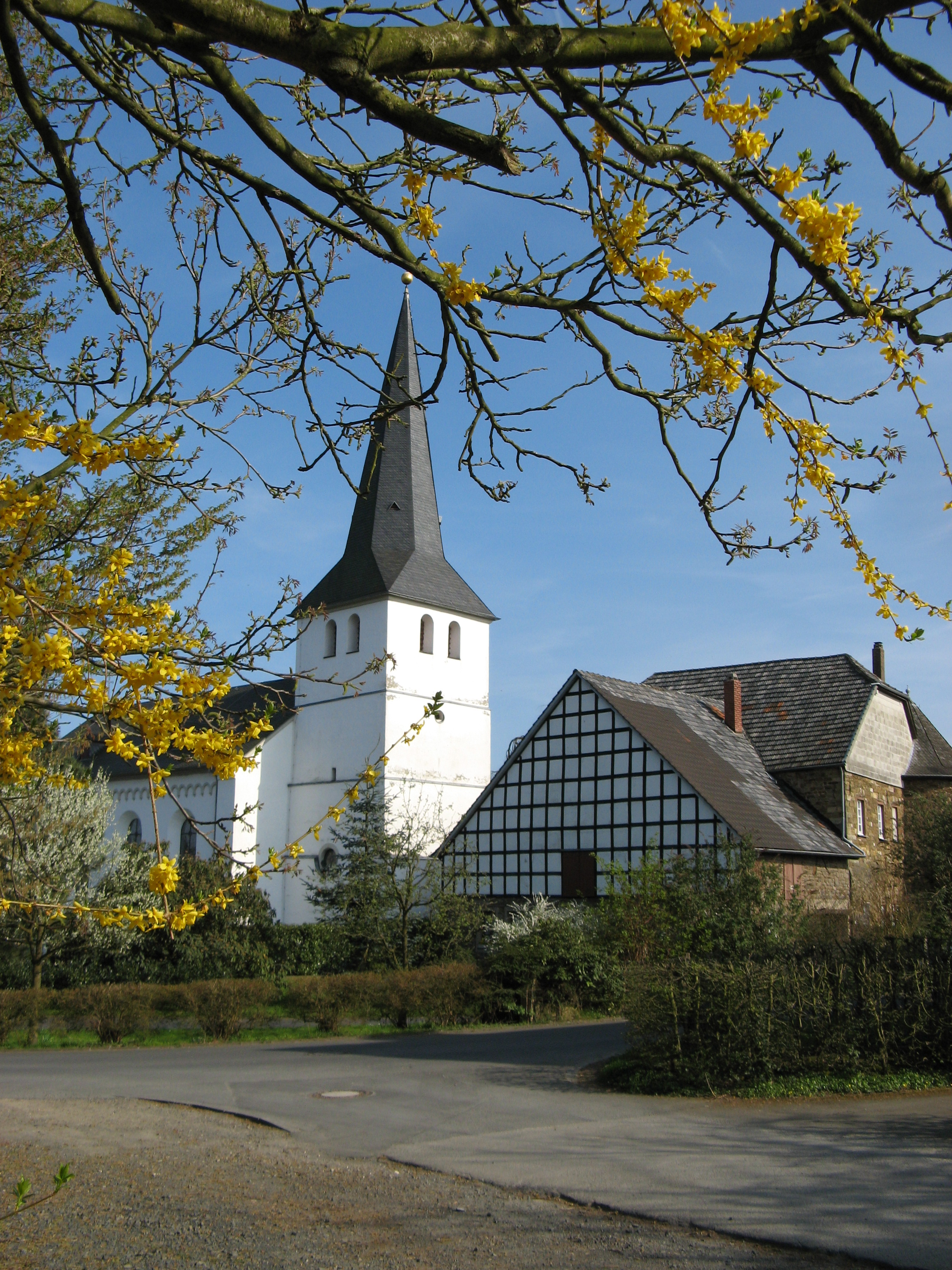
Ortsteil Honrath mit ev. Kirche, ursprünglich romanisch aus dem 12. bis 13. Jahrhundert, Turm 12. Jahrhundert, Turmhelm 1895 und Langhaus 1856/57

Agger, Albach, Algert, Birk, Breidt, Dahlhaus, Deesem, Donrath, Durbusch, Ellhausen, Geber, Grimberg, Hausen, Heide, Heppenberg, Höffen, Honrath, Hove, Hoven, Inger, Krahwinkel, Lohmar, Muchensiefen, Neuhonrath, Oberstehöhe, Scheid, Scheiderhöhe, Wahlscheid, Weegen und Wielpütz.

### Wohnplätze und Weiler
Aggerhütte, Bach, Bachermühle, Bich, Birken, Bloch, Bombach, Breideneichen, Büchel (bei Naaf), Dachskuhl, Emmersbach, Feienberg, Fuchsfarm, Gammersbach, Grünagger, Grünenborn, Hähngen, Halberg, Hammerschbüchel, Hausdorp, Heide (bei Höffen), Höfferhof, Hohn, Hohnenberg, Holl, Höngesberg, Honsbach, Ingersauel, Jexmühle, Jüchen, Kattwinkel, Kellershohn, Kern, Kirchbach, Klasberg, Klefhaus, Klein-Bombach, Kleinhecken, Knipscherhof, Kreuzhäuschen, Kreuznaaf, Kuckenbach, Mackenbach, Mailahn, Meigermühle, Münchhof, Naaf, Naaferberg, Naafshäuschen, Neuheim, Oberscheid, Oberschönrath, Oberstesiefen, Peisel, Pützrath, Reelsiefen, Rodderhof, Röttgen, Saal, Salgert, Schiefelbusch, Schlehecken, Schönenberg, Schiffarth, Sottenbach, Spechtsberg, Stöcken, Stolzenbach, Stumpf, Ungertz, Unterdahlhaus, Unterstesiefen, Weeg, Weilerhohn, Wickuhl, Winkel

### Höfe
Alfenhard, Besenbroich, Birkhof, Broich, Brückerhof, Fischburg, Grube Pilot, Hagen, Hagerhof, Hitzhof, Höhnchen, Höngen, Hoverhof, Ingerhof, Katharinenbach, Kirchscheid, Krölenbroich, Lohmarhohn, Meigerhof, Meinenbroich, Neuenhof, Rosauel, Scherferhof, Schöpcherhof, Windlöck

### Mühlen
Breidtersteegsmühle, Dorpmühle, Gammersbacher Mühle, Gebermühle, Helmgesmühle, Honsbachermühle, Naafer Mühle

### Gewässer
Größtes fließendes Gewässer ist die Agger. Im Lohmarer Stadtgebiet führen einige Brücken über die Agger, die bei Touristen als Fotomotiv oder Fotoausgangspunkt beliebt sind.

### Klima
|                        | Jan  | Feb  | Mär  | Apr  | Mai  | Jun  | Jul  | Aug  | Sep  | Okt  | Nov  | Dez  |   |      |
| Mittl. Temperatur (°C) | 3,0  | 3,6  | 6,7  | 10,4 | 14,1 | 17,1 | 19,0 | 18,5 | 14,8 | 10,8 | 6,7  | 3,8  | ⌀ | 10,7 |
| Mittl. Tagesmax. (°C)  | 5,9  | 7,2  | 11,4 | 16,1 | 19,7 | 22,7 | 24,9 | 24,5 | 20,4 | 15,2 | 9,8  | 6,5  | ⌀ | 15,4 |
| Mittl. Tagesmin. (°C)  | 0,0  | 0,1  | 2,0  | 4,5  | 8,1  | 11,2 | 13,3 | 12,8 | 9,7  | 6,8  | 3,5  | 1,0  | ⌀ | 6,1  |
|                        |      |      |      |      |      |      |      |      |      |      |      |      |   |      |
| Niederschlag (mm)      | 62,0 | 54,0 | 55,0 | 48,0 | 62,0 | 86,0 | 87,0 | 83,0 | 67,0 | 65,0 | 64,0 | 69,0 | Σ | 802  |

| 0,0 |

| 0,1 |

| 2,0 |

| 4,5 |

| 8,1 |

| 11,2 |

| 13,3 |

| 12,8 |

| 9,7 |

| 6,8 |

| 3,5 |

| 1,0 |

| 0,0 |

| 0,1 |

| 2,0 |

| 4,5 |

| 8,1 |

| 11,2 |

| 13,3 |

| 12,8 |

| 9,7 |

| 6,8 |

| 3,5 |

| 1,0 |

## Geschichte
Urkundlich erwähnt wird Lohmar erstmals in einer Schenkung des Erzbischofs Sigewin an das Georgstift in Köln, die auf das Jahr 1081 geschätzt wird. Darin wird ein Hof in Lomere erwähnt. Politisch gehörte Lohmar zum Amt Blankenberg im Herzogtum Berg.
Napoleon hielt sich während einer Inspektion der Rheinarmee 1811 im Schloss Auel bei Wahlscheid auf, es war sein einziger Besuch im Rheinland. Am 1. August 1969 wurden die Gemeinden der Ämter Lohmar und Wahlscheid zur neuen Gemeinde Lohmar zusammengelegt. Lohmar besitzt seit 1991 die Stadtrechte.
Auf dem Gebiet der Stadt Lohmar setzen zahlreiche kleinere Erzlagerstätten auf, die in der Vergangenheit immer wieder über kurze Zeiträume bergmännisch abgebaut wurden. Sie lieferten zuletzt Mitte des 19. und Anfang des 20. Jahrhunderts einige hundert Tonnen Kupfer-, Blei- und Zinkerze. Die Grube Walpot bei Deesem im Wenigerbachtal wurde nachweislich schon vor dem Dreißigjährigen Krieg betrieben (Abbau von Kupferkies). Größere Bergwerke lagen bei Lohmarhohn (Grube Moritz), Salgert (Grube Nöggerath), Wahlscheid (Grube Pilot), Bloch im Naafbachtal (Grube Schubert), Aggerhütte (Grubenfeld Grubenkittel) und Honrath (Gruben Aurora und Volta). Im Rahmen einer archäologischen Ausgrabung wurde das Stollenmundloch der Grube Walpot im Wenigerbachtal 1995 geöffnet und untersucht. Man fand einen in Schlägel- und Eisenarbeit aufgefahrenen Stollen vor, der vor der Anwendung der Sprengtechnik im Bergbau hergestellt worden war (Datierung: frühe Neuzeit).
| Jahr *    | 1962   | 1970   | 1980   | 1990   | 2000   | 2002   | 2004   | 2006   | 2008   | 2010   | 2011   | 2013   | 2015   | 2017   | 2019   | 2021   |
| Einwohner | 11.384 | 18.853 | 23.496 | 27.098 | 30.659 | 31.218 | 31.175 | 31.247 | 31.198 | 31.129 | 29.624 | 29.679 | 30.348 | 30.451 | 30.453 | 30.452 |

## Politik

### Stadtrat
Der Stadtrat ist die kommunale Volksvertretung der Stadt Lohmar. Über die Zusammensetzung entscheiden die Bürger alle fünf Jahre. Die letzte Wahl fand am 13. September 2020 statt.

### Bürgermeister
Bürgermeisterin ist seit dem 1. November 2020 Claudia Wieja von den Grünen. Sie gewann die Stichwahl am 27. September 2020 mit 53,29 % der gültigen Stimmen gegen Tim Salgert (CDU). Am 1. November 2020 löste sie den bisherigen Bürgermeister Horst Krybus ab, der nicht mehr zu Wahl angetreten war.

### Wappen
Das Wappen zeigt in seinem oberen Teil den Bergischen Löwen (Lohmar gehörte früher zum Herzogtum Berg) und im unteren Teil den Zusammenfluss von Agger und Sülz.

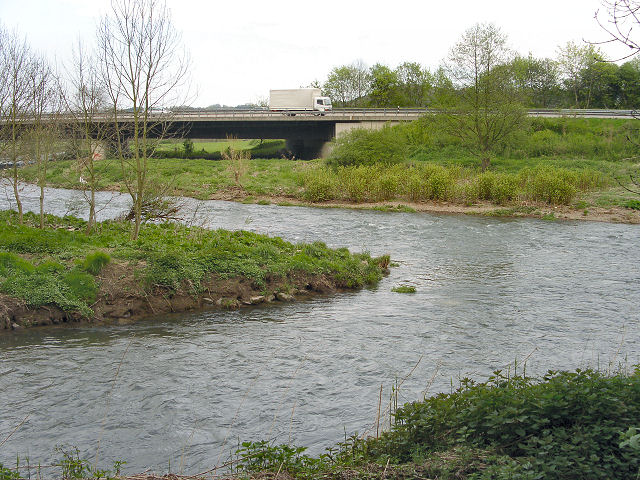
Zusammenfluss von Agger (oben) und Sülz (unten)

### Visuelles Erscheinungsbild – Lohmar in der Öffentlichkeit
Anfang 2003 führte Lohmar ein neues visuelles Erscheinungsbild ein. Damit soll die Stadt einheitlich und unverwechselbar in der Öffentlichkeit präsentiert werden.
Wichtigster Aspekt ist das neue Logo, das bei allen Kommunikationsmitteln und -maßnahmen an optisch prominenter Stelle platziert wird. Darüber hinaus wirkt es gleichsam als Markenzeichen für die Stadtverwaltung und ihre Dienstleistungen.

„Die schwarze Schrift steht für die von Menschen geschaffenen Strukturen. Die grüne Welle steht für das bergige Landschaftsbild der Stadt Lohmar. Die blaue Welle steht für den Zusammenfluss der Agger und Sülz im Lohmarer Stadtgebiet.“

### Städtepartnerschaften
Lohmar unterhält seit 1974 eine Städtepartnerschaft mit Frouard und Pompey in Frankreich, seit 1986 mit Vila Verde in Portugal, seit 1990 mit Eppendorf in Sachsen und seit 2007 mit dem polnischen Żarów.

## Kultur und Sehenswürdigkeiten

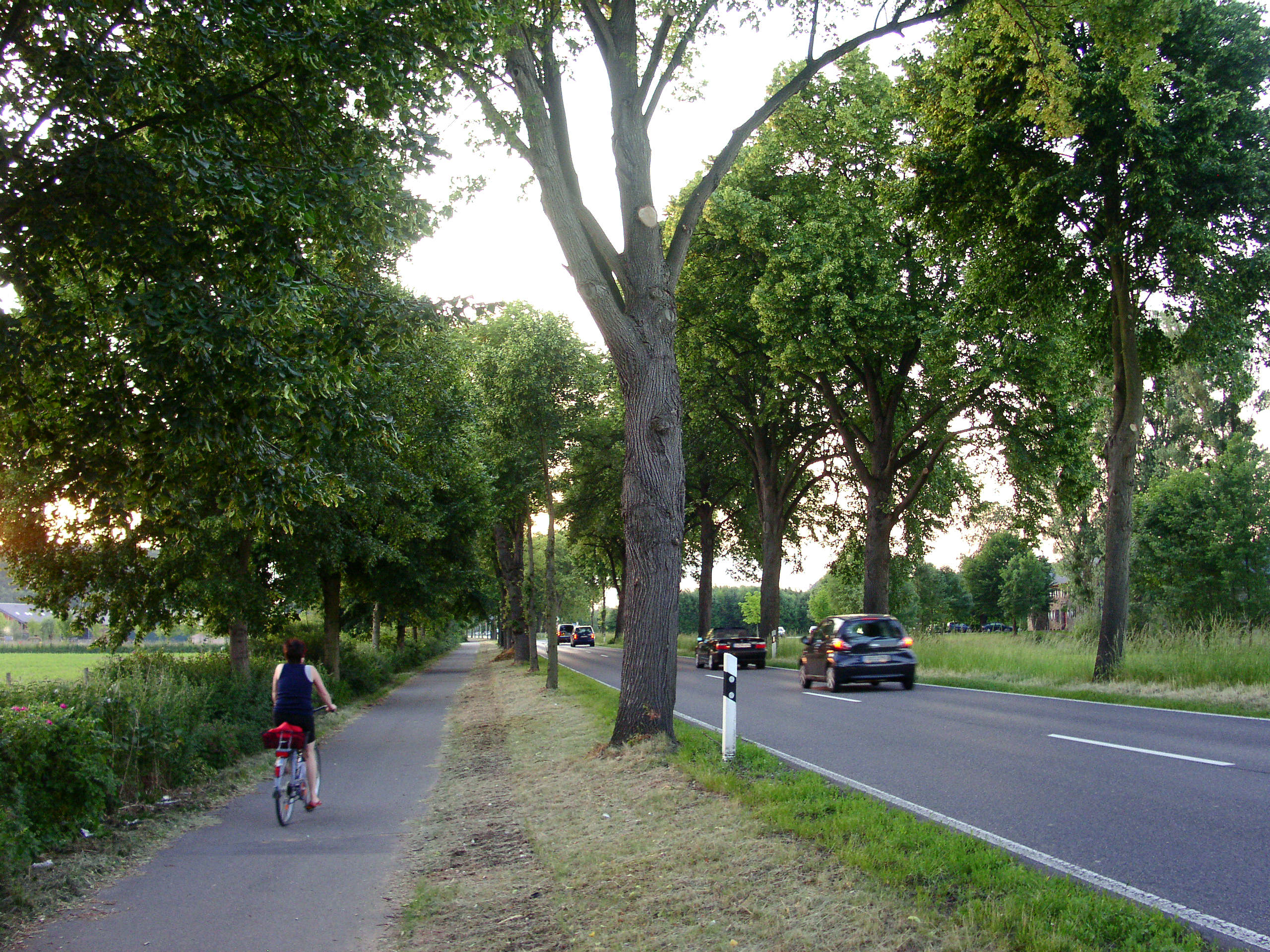
Allee zwischen Lohmar-Donrath und Rösrath-Rambrücken bei Haus Sülz

### Musik
Die Stadt Lohmar betreibt die Musik- und Kunstschule Lohmar, die bis auf Bundesebene beachtliche Erfolge verbuchen kann und mehrere Künstler und Projekte hervorgebracht hat, die mittlerweile selbst international aktiv sind. Durch die Musik- und Kunstschule erhalten knapp 800 Kinder, Jugendliche und Erwachsene qualifizierten Musik- und Kunstunterricht. Insbesondere das im Zwei-Jahres-Rhythmus durchgeführte Gitarrenforum sorgt immer wieder für Aufsehen. Die Musik- und Kunstschule ist ein wesentlicher Bestandteil der Lohmarer Kulturlandschaft.
Es gibt viele Chöre und Orchester, die teilweise kirchlich organisiert sind.

### Burgen und Schlösser
- Burg Hausdorp
- Burg Honrath
- Burg Lohmar
- Burg Schönrath
- Burg Sülz
- Schloss Auel

### Bibliotheken
Die Stadtbibliothek Lohmar verfügt über rund 40.000 Medieneinheiten, wie Bücher, Zeitschriften, Zeitungen, CD-ROMs, Computerspiele, CDs, Hörbücher, Cassetten, DVDs und konventionelle Spiele. In der Stadtbibliothek Lohmar und der Stadtbibliothek Wahlscheid stehen vier Internet-Arbeitsplätze zur Verfügung. Mit 50.000 Besuchern im Jahr 2010 ist die Stadtbibliothek die meistbesuchte kulturelle Einrichtung der Stadt. Pro Bürger werden im Durchschnitt fünf Medien entliehen.

### Parks, Grünanlagen und Wälder
Im Stadtkern gibt es bis auf den Park an der Villa Friedlinde kaum Grünanlagen. Dafür ist die Peripherie aufgrund der dörflichen Struktur sehr grün. Das Naafbachtal steht wegen seiner Flora und Fauna unter Naturschutz, weitere ausgeprägte Grünflächen sind der Siegburger Staatsforst oder das ebenfalls unter Naturschutz stehende ehemalige Sperrgebiet der Wahner Heide. Im Ortsteil Wahlscheid liegt der Landschaftsgarten Aggerbogen.
Durch das Lohmarer Stadtgebiet verläuft die Deutsche Alleenstraße. Eine Allee mit drei Baumreihen findet sich zwischen Lohmar-Donrath und Rösrath-Rambrücken.

### Sportereignisse
Im Lohmarer Stadtgebiet gibt es Golfplätze bei Schloss Auel (Wahlscheid) und Naafshäuschen (Agger). Das internationale Radrennen „Rund um den Köln-Bonner Flughafen“ führte mehrere Jahre lang durch Lohmar mit Sprintwertung auf der Hauptstraße.
2021 bewarb sich die Stadt zusammen mit dem Rhein-Sieg-Kreis und Siegburg als Host Town für die Gestaltung eines viertägigen Programms für eine internationale Delegation der Special Olympics World Summer Games 2023 in Berlin. 2022 wurde sie als Gastgeberin für Special Olympics Brasilien ausgewählt. Damit wurde sie Teil des größten kommunalen Inklusionsprojekts in der Geschichte der Bundesrepublik mit mehr als 200 Host Towns.

## Wirtschaft und Infrastruktur

### Kindergärten
Es gibt in Lohmar fünf kommunale Kindergärten (Trägerschaft der Stadt Lohmar), acht konfessionell getragene Kindergärten (vier evangelische, vier katholische), darunter ein von der evangelischen Kirche in Wahlscheid betriebener Integrativer Kindergarten sowie drei weitere in Trägerschaft der Arbeiterwohlfahrt bzw. Elterninitiativen.

### Schulen
Grundschulen
- Gemeinschaftsgrundschule Birk (Offene Ganztagsschule)
- Gemeinschaftsgrundschule Donrath (Offene Ganztagsschule)
- Gemeinschaftsgrundschule Waldschule Lohmar (Offene Ganztagsschule, mit Lehrschwimmbecken)
- Gemeinschaftsgrundschule Wahlscheid (Offene Ganztagsschule)

weiterführende Schulen
- Gymnasium Lohmar
- Gesamtschule Lohmar

Das 1991 in Betrieb genommene Gymnasium Lohmar und teilweise auch die Gesamtschule liegen im Bildungscampus Donrather Dreieck. Neben zwei Sportplätzen, einem Kunstrasenplatz und dem Rasenplatz im Stadion, gibt es dort auch die Jabachhalle, die für den Sportunterricht benutzt wird, aber auch kulturellen Veranstaltungen dient. Seit 2016 können die Schüler in einer neugebauten Mensa Mittagessen bekommen. Für das Schuljahr 2023/2024 ist das Gymnasium Lohmar als Bündelungsgymnasium ausgewiesen.
Der erste Standort der Gesamtschule ist der ehemalige Komplex der Realschule im Donrather Dreieck, der zweite Standort ist in den Räumlichkeiten der ehemaligen Gemeinschaftshauptschule in der Hermann-Löns-Straße.
weitere Schulen außerhalb der Schulpflicht
- Musik- und Kunstschule Lohmar
- Naturschule Aggerbogen (in Lohmar-Wahlscheid)
- Volkshochschule im Rhein-Sieg-Kreis-Zweckverband

### Ansässige Unternehmen
Das Stadtgebiet ist hauptsächlich durch Land- und Forstwirtschaft geprägt. Industrie siedelte sich verhältnismäßig spät durch die Nähe zur Autobahn A 3 an. Hauptsächlich sind Unternehmen der Branchen Metallverarbeitung sowie der Elektroindustrie und Kunststoffverarbeitung vertreten, darunter GKN Walterscheid GmbH und Emitec. Lohmar-Scheiderhöhe ist außerdem der Gründungsort und bis 2011 Hauptfirmensitz der Unternehmensgruppe ABS Pumpen, einer der größten Hersteller von Pumpen und Rührwerken. ABS Pumpen wurde 2010 in Cardo Flow Solutions Germany GmbH umbenannt, ging 2011 in den Schweizer Sulzer-Konzern über und wurde Ende 2017 geschlossen.
In den letzten Jahren entwickelte sich der Stadtkern durch diverse Neu- und Umbauten. Das Büro- und Einkaufszentrum „Lohmarer Höfe“, das Ende 2008 eröffnete, hat einen großen Teil zu dieser Entwicklung beigetragen und die Attraktivität Lohmars für den Einzelhandel deutlich gesteigert. Heute sind viele Geschäfte, wie die Filialisten KiK und Rossmann, die Veedelsbrot Bäckerei und der Juwelier Chronoline vor Ort vertreten. Am 17. November 2011 eröffnete noch das Kaufland am neuen Standort und schafft eine weitere Bereicherung für die lokale Wirtschaft. In Zukunft werden sich hier noch weitere Unternehmen ansiedeln und die wirtschaftlichen Erweiterungen fortführen.

### Telekommunikation
Im Ortsteil Birk steht der 134 Meter hohe Fernmeldeturm Lohmar-Birk der Deutschen Telekom AG.

### Medien
Wichtigster Radiosender für Lohmar ist Radio Bonn/Rhein-Sieg, das Lokalradio für Bonn sowie alle Städte und Gemeinden des Rhein-Sieg-Kreises.
Wichtigste Printmedien sind als Tageszeitungen der Kölner Stadt-Anzeiger mit der Lokalausgabe als Rhein-Sieg-Anzeiger und die Kölnische Rundschau
mit der Lokalausgabe als Rhein-Sieg-Rundschau sowie als Monatszeitung der Lohmarer Stadtanzeiger. Das Wöchentliche Printmedium ist das Stadtecho.

## Verkehr

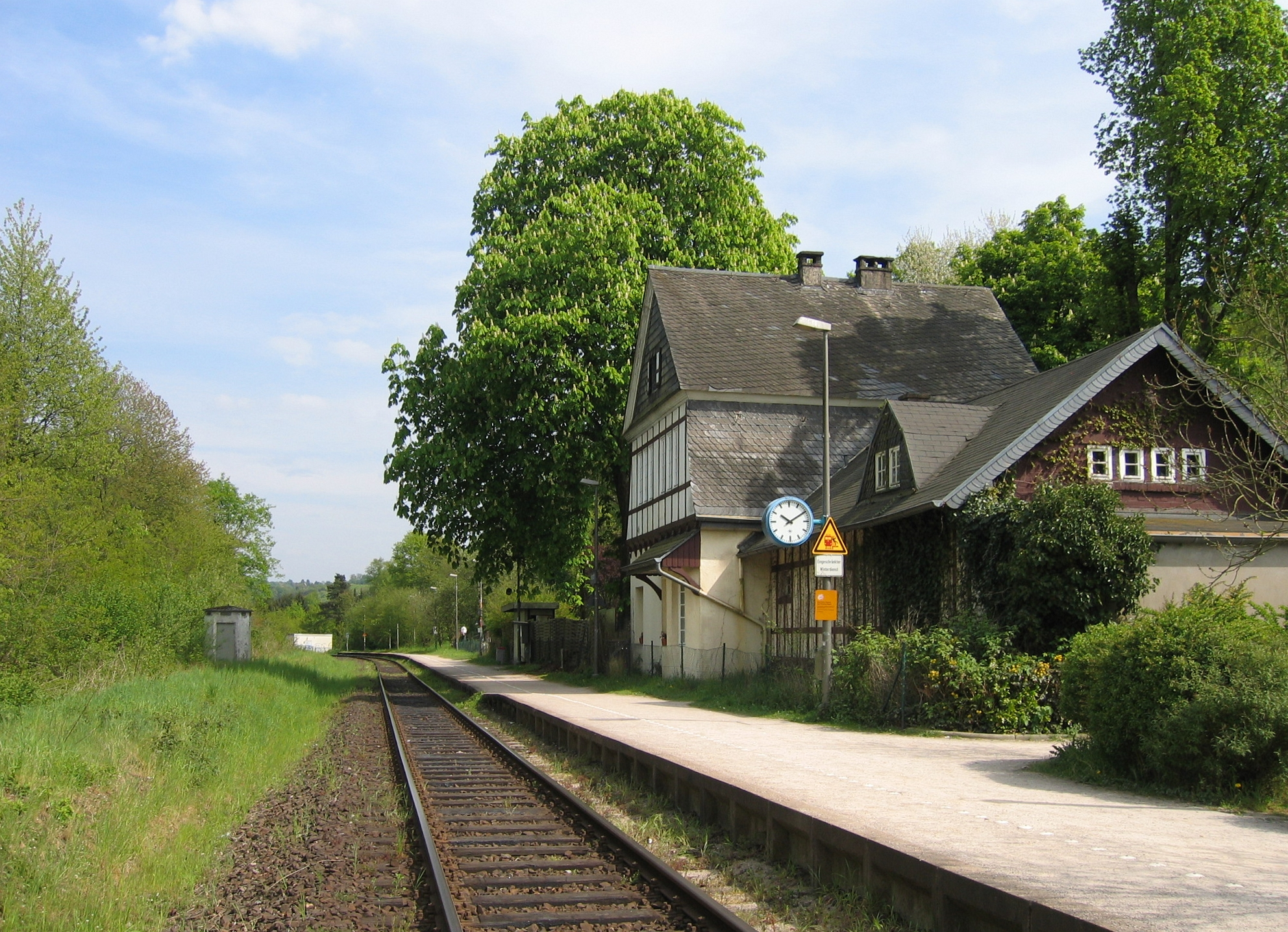
Der Haltepunkt Honrath

### Schienen- und Busverkehr
Im Schienenpersonennahverkehr ist Lohmar durch den Haltepunkt Honrath an die Aggertalbahn von Köln über Overath und Gummersbach nach Meinerzhagen angeschlossen, auf der die Oberbergische Bahn (RB 25) nach Köln und nach Meinerzhagen verkehrt.
Früher gab es auch einen Lohmarer Innenstadtbahnhof an der Bahnstrecke Siegburg–Olpe, die ursprünglich von Siegburg über Lohmar und Overath weiter Richtung Gummersbach verlief, allerdings wurde der Personenverkehr hier 1956 eingestellt. Bis Ende der 1980er-Jahre gab es noch Güterverkehr zwischen Siegburg und Lohmar. Der Abschnitt Lohmar-Overath ist schon seit den 1960er-Jahren abgebaut. Heute wird der Abschnitt Siegburg Bahnhof–Siegwerk noch von Güterzügen befahren. Der Rest der Strecke Siegburg-Lohmar wurde bzw. wird in einen Radweg umgewandelt. Auf der „Waldstrecke“ zwischen Siegburg und Lohmar liegen noch die Gleise, die inzwischen überwuchert sind.
Im Straßenpersonennahverkehr verkehren im Verkehrsverbund Rhein-Sieg (VRS) zahlreiche Buslinien, hauptsächlich zwischen Siegburg, Rösrath und Overath. Nach Einstellung des freigestellten Schülerverkehrs gibt es mittlerweile auch für die Allgemeinheit Busanbindungen für die Ortschaften auf den Bergrücken Lohmars; weil die Busse aber diese Ortschaften nur selten anfahren und hauptsächlich weiterhin dem Schülerverkehr dienen, verkehrt dort ergänzend ein Anrufsammeltaxi (AST).

### Radverkehr
Insbesondere die Achse durch das Aggertal (Siegburg – Lohmar – Wahlscheid – Overath) entlang der B 484 ist durch ausgebaute Radwege gut erschlossen. Die Bergrücken und die Achse durchs Jabachtal entlang der B507 sind allerdings nicht mit Radwegen ausgebaut. Die Stadt Lohmar erarbeitet zurzeit (Stand Ende 2007) ein Radverkehrskonzept zur systematischen Verbesserung der Radverkehrs-Infrastruktur.

### Straßen
Lohmar ist zweifach an die A 3 angebunden. Während die Anschlussstelle Lohmar (31) den Verkehr, wie gewohnt, in beide Richtungen erlaubt, handelt es sich bei der Anschlussstelle Lohmar-Nord (30b) um eine Halblösung, die den Verkehr nur aus und in Richtung Frankfurt zulässt. Das Pendant zu dieser Halblösung findet sich bei der nächsten Anschlussstelle Rösrath (30) (Scharrenbroich), die den Verkehr von und in Richtung Köln aufnimmt.
In der Gemeinde waren am 1. Januar 2018 24.017 Kraftfahrzeuge zugelassen, darunter 20.152 Pkw.

## Persönlichkeiten

### Söhne und Töchter der Stadt
- Horst Becker (* 1956), NRW-Landtagsabgeordneter der Grünen und Staatssekretär a. D.
- Johann Gregor Breuer (1821–1897), Lehrer und Gründer des ersten Gesellenvereins in Elberfeld (1846) und Wegbereiter des Kolpingwerkes
- Max Hoff (* 1982), Kanute
- Bernhard Walterscheid-Müller (* 1918), Fabrikant, Geschäftsführer und Aufsichtsratsvorsitzender von Jean Walterscheid GmbH, Vorstandsvorsitzender und Ehren-Aufsichtsratsvorsitzender von Uni-Cardan AG
- Johannes Philipp Höver (1816–1864), Stifter der Ordensgenossenschaft der Armen Brüder vom Heiligen Franziskus 1857 in Aachen
- Anna Klink (* 1995), Jugendfußball-Nationalspielerin[20]
- Michael Kohtes (* 1959), Schriftsteller und Journalist
- Berta Lungstras (1836–1904), Gründerin des ersten evangelischen Frauenhauses 1873 in Bonn
- Albert und Maria Meier, Widerstandskämpfer und „Gerechte unter den Völkern“
- Käthe Overath (1926–1995), Widerstandskämpferin in der Zeit des Nationalsozialismus, „Gerechte unter den Völkern“
- Ludwig und Elisabeth Weeg, Bauernehepaar und „Gerechte unter den Völkern“
- Dietmar Schott (* 1937), langjähriger Sportchef des WDR-Hörfunks

### Ehrenbürger
- 1969, 28. November: Hermann Oberheuser (1929–2008), Bürgermeister, verliehen für seine besonderen Verdienste um die Gemeinde Wahlscheid
- 1969, 28. November: Wilhelm Schultes (1897–1973), Bürgermeister, verliehen für seine Verdienste um die Gemeinde Lohmar
- 1977, 5. November: Bernhard Walterscheid-Müller (1918–1991), Unternehmer und Heimatforscher
- 1990, 17. Dezember: Wilhelm Schulte (1912–1997), erster Bürgermeister nach der Stadtgründung
- 2008, 16. Mai: Hans Günther van Allen (* 1934), Bürgermeister
- 2011, 6. Dezember: Kurt Stremlau, Kommunalpolitiker[21]

### Mit der Stadt verbundene Personen
- Karlheinz Bräuer (1924–2007), NRW-Landtagsabgeordneter der SPD und Bezirksvorsitzender der IG Metall Köln
- Randi Crott (* 1951), deutsche Journalistin, lebt in Dahlhaus[22]
- Hermann-Josef Frisch (* 1947), Sachbuchautor und römisch-katholischer Priester, lebte bis 2012 in Lohmar
- John Goldsby (* 1958), US-amerikanischer Jazz-Musiker, lebt seit 1994 mit seiner Familie in Lohmar
- Otto Günsche (1917–2003) war SS-Sturmbannführer und persönlicher Adjutant Adolf Hitlers
- Marcel Kommissin (* 1979), deutsch-peruanischer Schauspieler
- Paul Schäfer (1921–2010), Gründer der ehemaligen Colonia Dignidad in Chile, gründete 1956 in Lohmar-Heide die „Private Sociale Mission“, ein Erziehungsheim für Kinder von Gruppenmitgliedern seiner freikirchlichen Gemeinschaft, siehe P. Schäfer „Projekte in Deutschland“.
- Manfred Schoof (* 1936), Jazz-Trompeter, lebt in Lohmar
- Sylvia Vrethammar (* 1945), Schlagersängerin, lebt in Honrath
- Jupp Elze (1939–1968), deutscher Profiboxer, lebte in Birken[23]
- Jörg H. Trauboth (* 1943), deutscher Buchautor, Sicherheitsexperte in Medien, Notfallseelsorger Bonn Rhein-Sieg
- Claudia Wieja (* 1965), Bürgermeisterin von Lohmar